# 全帶紋麗魚
全帶紋麗魚（學名：Taeniochromis holotaenia）為輻鰭魚綱鱸形目隆頭魚亞目慈鯛科紋麗魚屬的其中一種，分布於非洲馬拉威湖流域， 體長可達22公分，棲息在湖泊沙石底質水域，屬肉食性，以無脊椎動物及魚類為食，生活習性不明，可做為觀賞魚。

## 擴展閱讀
維基物種上的相關：全帶紋麗魚